# 영남119특수구조대
영남119특수구조대(嶺南119特殊救助隊)는 중앙119구조본부의 소관사무를 분장하는 소속기관이다. 2014년 11월 19일 발족하였으며, 대구광역시 달성군 구지면 구지서로 1에 위치하고 있다. 대장은 소방정으로 보한다.

## 연혁
- 2013년 9월 17일: 중앙119구조본부 소속으로 구미·울산119화학구조센터 설치.[2]
- 2014년 11월 19일: 중앙119구조본부 소속으로 영남119특수구조대 설치.[3] 구미·울산119화학구조센터를 소속기관으로 편입.[4]

## 관할구역
- 부산광역시
- 대구광역시
- 울산광역시
- 경상북도
- 경상남도

## 소속기관

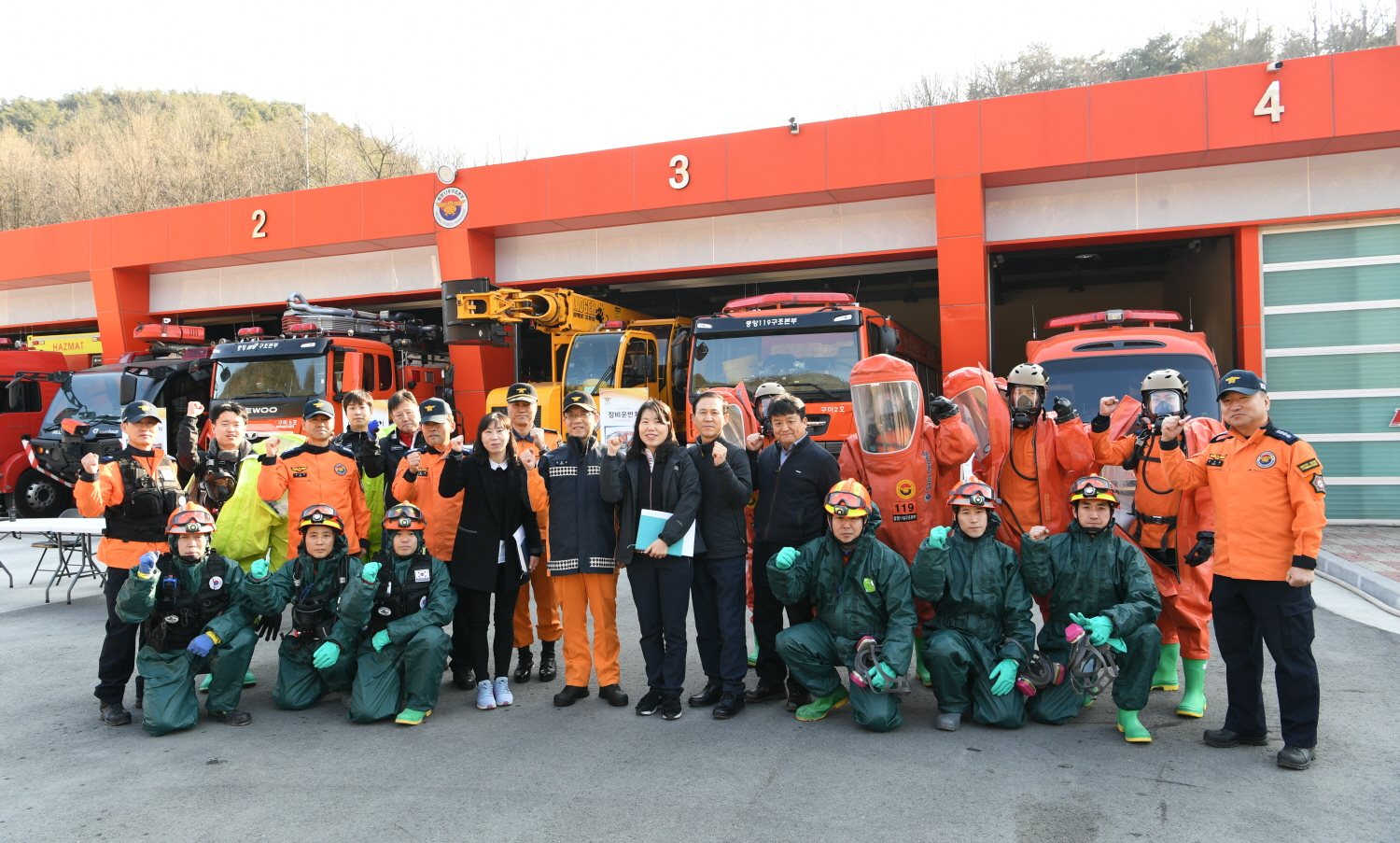
2019년 소방청장 정문호 구미119화학구조센터 현장점검

119화학구조센터
| 명칭                | 위치                       | 관할구역                         |
| ------------------- | -------------------------- | -------------------------------- |
| 구미119화학구조센터 | 경상북도 구미시 이계북로 7 | 대구광역시, 경상북도             |
| 울산119화학구조센터 | 울산광역시 남구 정동로 83  | 부산광역시, 울산광역시, 경상남도 |